# Том Мейн
Том Мейн (на английски: Thom Mayne) е американски архитект.

## Биография
Роден е на 19 януари 1944 г. в Уотърбъри, Кънектикът, САЩ. Завършва Южнокалифорнийския университет. През 1972 г. създава собствено архитектурно бюро, наречено Morphosis. През 1978 г. получава магистърска степен в Харвардския университет.
Първата му мащабна поръчка извън САЩ е сеулската „Кула на Слънцето“ (1997). Заваляват покани от образователни и държавни организации.
Сред най-прочутите творби на Мейн са седалището на Калифорнийския департамент по транспорт в Лос Анджелис (2004) и федералния съд в Юджийн, Орегон (2006).
Стилът на Мейн обикновено е определян като деконструктивизъм, но самият той твърди, че реконструира, а не деконструира пространството. Творбите му, особено по-ранните, критиците определят като бунтарски, радикални и дори агресивни. Мейн, обратно, се смята за хуманист, тъй като има за модел сложните природни форми, които противопоставя на абстрактната геометрия. Неговите сгради са проектирани да създават впечатление за динамиката на постоянния растеж и развитие.
Голямо внимание Мейн посвещава на екологията, по-конкретно на намаляването на потреблението на енергия.
Носител е на едни от най-престижните награди в международната архитектура („Прицкер“ 2005).

## Творби
- Гимназия „Даймънд Ранч“ в Помона, Калифорния (2001)
- Корпус за магистри и докторанти на Университета на Торонто (2000)
- Седалище на Калифорнийския департамент по транспорт, Лос Анджелис (2004)
- Campus Recreation Centre на Университета на Синсинати (2006)
- Федерален съд „Уейн Морс“ в Юджийн, Орегон (2006)
- Федерална сграда на Сан Франциско (2006)
- Нов академичен корпус на Института „Купър“ в Ню Йорк (2009)